# Södertörn
Södertörn är en ö i södra delen av Stockholms län, med en yta på 1 207 km². Det är Sveriges till ytan tredje största ö.
Södertörn ligger i östra Södermanland och begränsas geografiskt av insjön Mälaren samt Saltsjön (en del av Östersjön) i norr, östersjöfjärdarna Himmerfjärden och Hallsfjärden i väster och Östersjön (med Stockholms skärgård) i öster och söder. På Södertörn ligger Söderort i Stockholm och de flesta kommunerna i södra Storstockholm.

## Etymologi
Namnet skrevs 1281 de Thørh, 1283 in Tør, 1383 a Tørinne, 1645 Södertörn och 1689 Södertören. Namnets fornsvenska form var Tør, i bestämd form Tøren som senare blev Törn. Namnet Tør ingår i de medeltida häradsnamnen Yfra och Ytra Tør (Övre och Yttre Tör), motsvarande Svartlösa och Sotholms härader.
Den fornnorska skaldedikten Ynglingatal från 900-talet omtalar ett taur som av vissa forskare identifierats med det fornsvenska ortnamnet Tør. Detta är dock mycket osäkert, då etymologin är omstridd och komplicerad. Det anses osäkert om Tør återgår på Taur eller Tor (Taru).
I det förstnämnda fallet kan det röra sig om en ombildning av det urnordiska adjektivet tau(h)ra som betyder "utsträckt". Det hör samman med det fornspråkliga verbet tihuan, "draga". Namnet skulle i så fall kunna syfta på den höga och raka - utsträckta - kustlinjen längs den viktiga segelleden till Södertälje.
I det andra fallet kan det vara frågan om en bildning utifrån det urnordiska tar- som betyder "något sönderrivet eller sönderstyckat, spricka, klyfta" eller liknande. Besläktade bildningar finns i andra germanska språk samt i norska dialekter. I detta fall skulle namnet syfta på södertörns klippiga och sönderrivna syd- och östkust.

## Geografi
De norra delarna av Södertörn utgörs framför allt av ett sprickdalslandskap med barrskogsklädda eller kala höjdpartier. I mitten av Södertörn finns det upphöjda skogslandskapet Hanveden med Södertörns högsta punkt Tornberget, 110,9 meter över havet. Dalgångarna i söder har uppodlade slättbygder medan de mot norr är sjöfyllda. Berggrunden består nästan överallt av gnejs.

### Skärgården

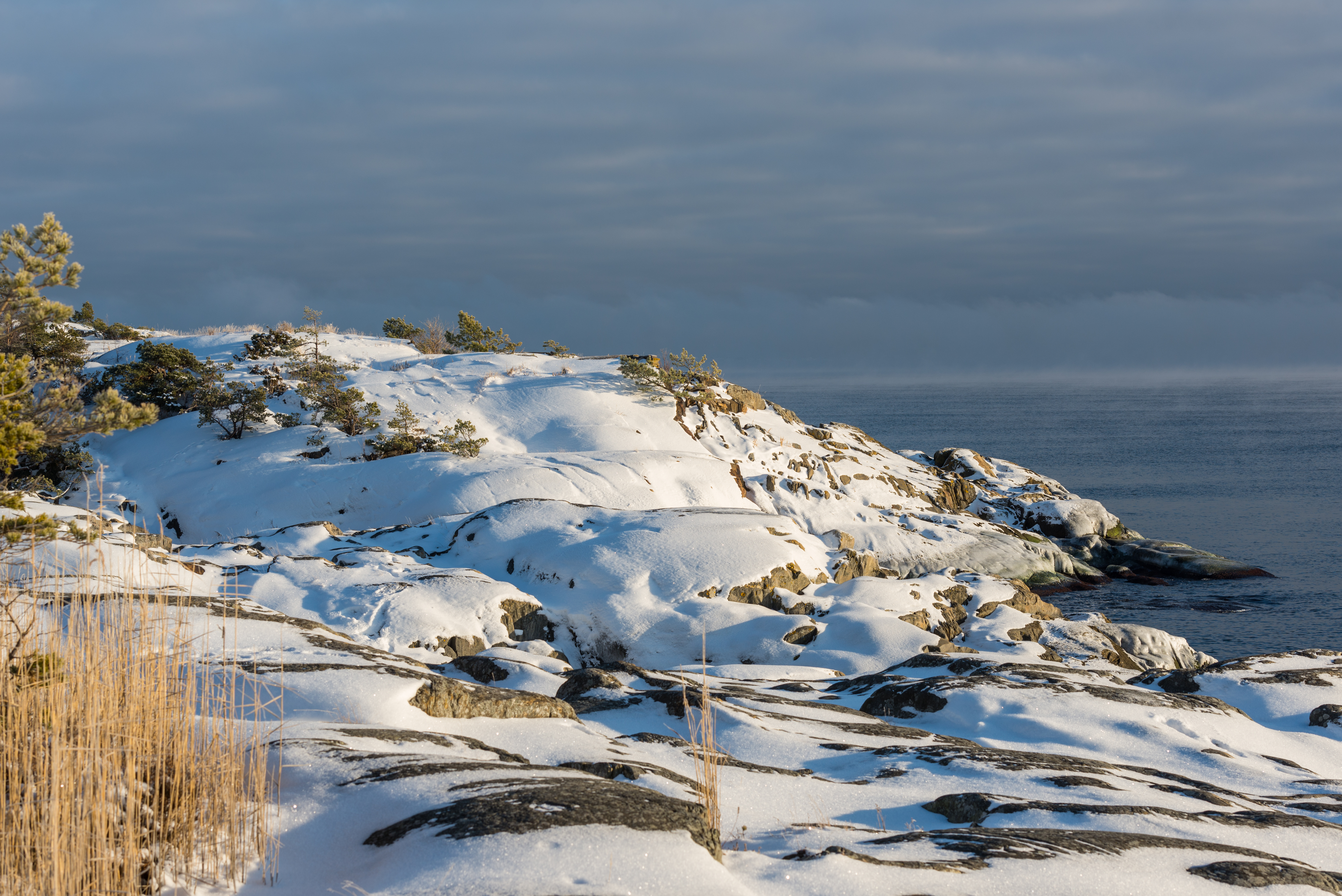
Utö i den yttre skärgården.

Södertörns kust och skärgården utanför utgör den södra delen av Stockholms skärgård med platser som Tyresö, Dalarö, Dalarö skans, Gålön och Årsta Havsbad. Några av de större öarna utanför kusten är Ornö, Utö, Muskö, Nåttarö, Fjärdlång och längst ner i söder utanför Nynäshamn, Öja med Landsorts fyr och lotshamn. På den norra sidan om Ornö ligger Kymmendö, en av de mest välkända mindre öarna i Stockholms skärgård genom August Strindbergs bok Hemsöborna som utspelar sig på Kymmendö där författaren vistades många somrar på slutet av 1800-talet.
Motsvarigheten till Södertörn norr om Stockholm är Roslagen, som tillsammans med de kustnära öarna ingår i den norra delen av Stockholms skärgård.

#### Marinarkeologi

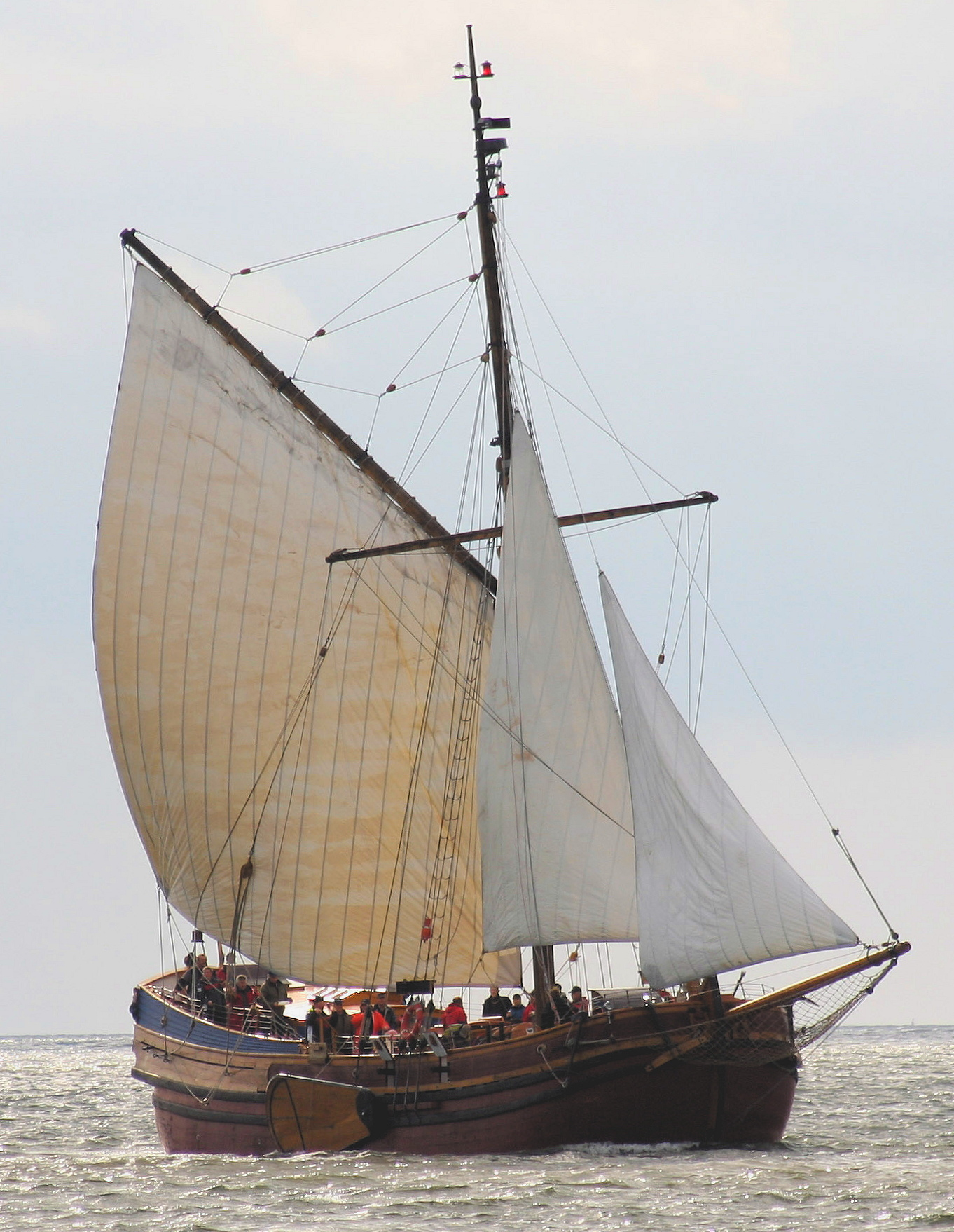
Fartyg av typen bojort. Ett stort antal skeppsvrak ligger utspridda i Södertörns skärgård och i farleden upp mot Södertälje.

Århundraden av intensiv sjöfart utefter Södertörns kust med den viktiga södra infartsleden via Mysingen och Dalarö skans till Stockholm är orsaken till att man återfunnit ett stort antal välbevarade skeppsvrak i området. Några av de mer kända vraken är Jutholmsvraket, Gröne Jägaren, S/S Ingrid Horn och Regalskeppet Riksäpplet som förliste utanför Dalarö 1676 och Dalarövraket, ett 20 meter långt fartyg som nu står kölrätt på 30 meters djup i farleden invid Edesön utanför Dalarö. Därtill Saltskutan som ligger direkt utanför Dalarö kajområde.

### Naturområden
Södertörn utgör med sin unika ofta ursprungliga natur ett viktigt rekreations- och friluftsområde för hela Stockholm. Södra skärgården rymmer många attraktiva naturupplevelser och närmare staden hittar man en av länets två nationalparker; Tyresta nationalpark samt de stora naturreservaten som Orlångens naturreservat, Gömmarens naturreservat och Paradisets naturreservat. Genom Södertörn sträcker sig även den cirka 1 000 kilometer långa Sörmlandsleden. Många oförstörda sjöar i skogarna är också en betydelsefull tillgång för friluftslivet.

### Ö eller halvö?
Södertörn betraktades länge som en halvö, men klassas sedan 2014 som Sveriges tredje största ö av Statistiska centralbyrån (efter Gotland och Öland). Myndigheten motiverade sitt beslut med att Södertälje kanal räknas som så kallat "ytbildat vatten" och att Södertörn-Nacka enligt den nya definitionen därför "otvetydigt" är en ö, omgärdad av Södertälje kanal, Mälaren och Östersjön. Enligt SCB var Södertörn-Nacka, om man ska hårdra det, "förmodligen en ö redan även med den tidigare definitionen, eftersom det historiskt sett har funnits vatten i form av sund eller liknande på platsen".

## Historia
Södertörn var länge relativt oberörd av Stockholms expansion och hade kvar sin karaktär av kargt jordbrukslandskap med magra jordar och däremellan större herrgårdar som etablerats i områdena med den bördigaste marken. Först vid 1800-talets slut började Stockholm breda ut sig söderut, till stor del beroende på de nyanlagda järnvägarna, Västra stambanan 1862 och Nynäsbanan 1901, som förband Södertörns sydligaste delar med Stockholm.
Fisket hade länge en stor betydelse som inkomstkälla för de som bodde vid kusten där Huvudskär länge utgjorde en central plats för fiskenäringen.

## Indelningar och namngivningar

### Kommunerna på Södertörn
- Botkyrka kommun
- Haninge kommun
- Huddinge kommun
- Nacka kommun (delen väster om Skurusundet)
- Nynäshamns kommun
- Salems kommun
- Stockholms kommun (delen Söderort)
- Södertälje kommun (delen Östertälje församling)
- Tyresö kommun

### Södertörn som distrikt
Namnet Södertörn förekommer som benämning på olika distrikt med något varierande utsträckning. Några exempel på detta:
- Södertörns polismästardistrikt omfattar kommunerna Botkyrka, Haninge, Huddinge och Nynäshamn
- Södertörns domsaga, som inrättades 2007, innefattar kommunerna Botkyrka, Haninge, Huddinge och Nynäshamn samt Söderort inom Stockholms kommun.
- Södertörns åklagarkammare handlägger brott begångna inom Söderorts, Södertälje och Södertörns polismästardistrikt.
- Södertörns överförmyndarnämnd [5] innefattar Botkyrka, Haninge, Huddinge, Nynäshamns och Tyresö kommuner.
- Södertörns brandförsvarsförbund är ett kommunalförbund med följande medlemskommuner:  Botkyrka, Ekerö, Haninge, Huddinge, Nacka, Nykvarn,  Nynäshamn, Salem, Södertälje och Tyresö
- Södertörnsgruppen inom Hemvärnet omfattar Stockholms läns sju kustkommuner: Haninge, Norrtälje, Nynäshamn, Tyresö, Vaxholm, Värmdö och Österåker kommun.
- Södertörns kontrakt är ett kontrakt inom Svenska kyrkan i Stockholms stift innefattande församlingar inom Haninge kommun och Tyresö kommun

## Bilder

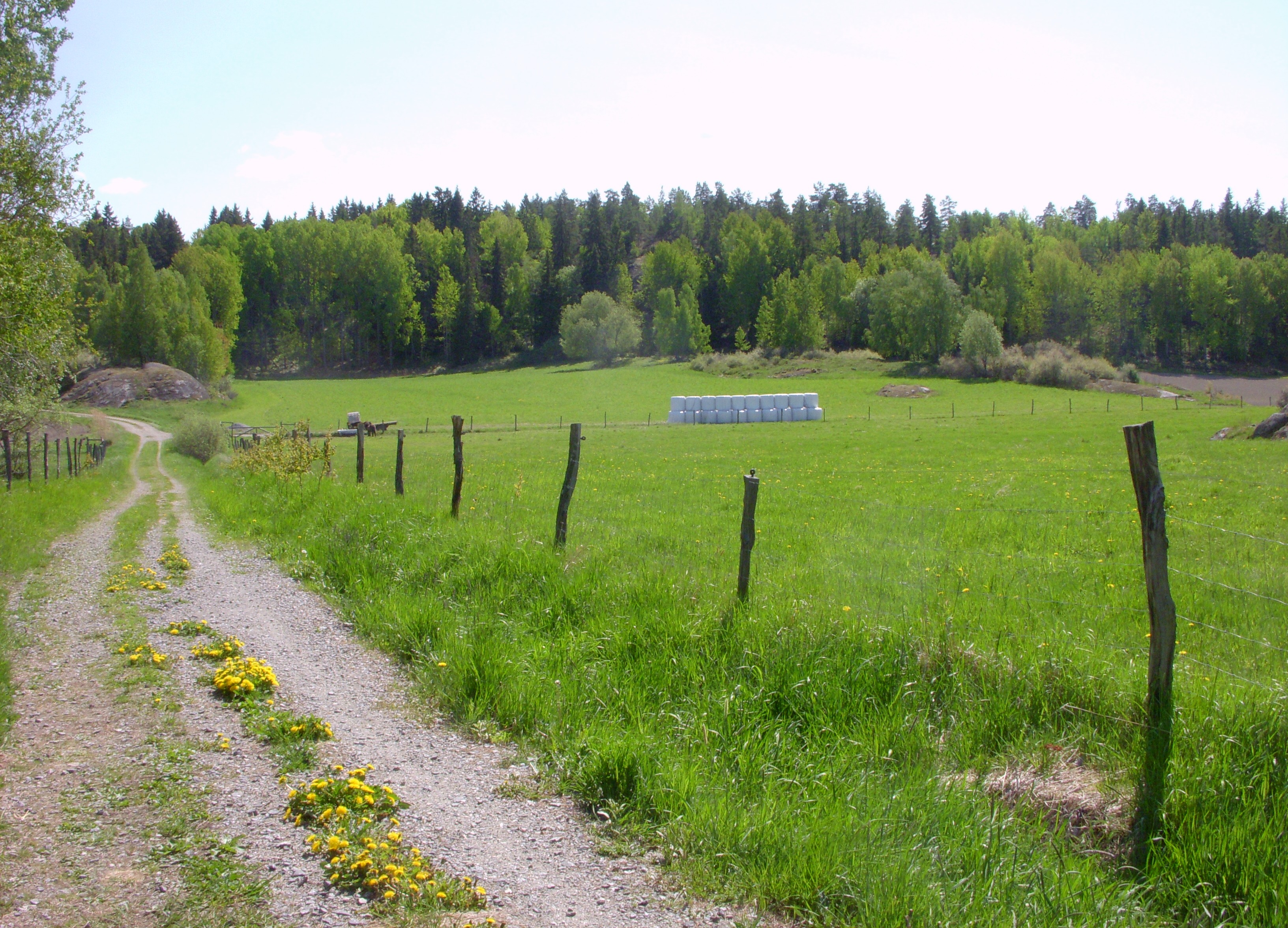
Gamla sockenvägen Flemingsberg–Lissma
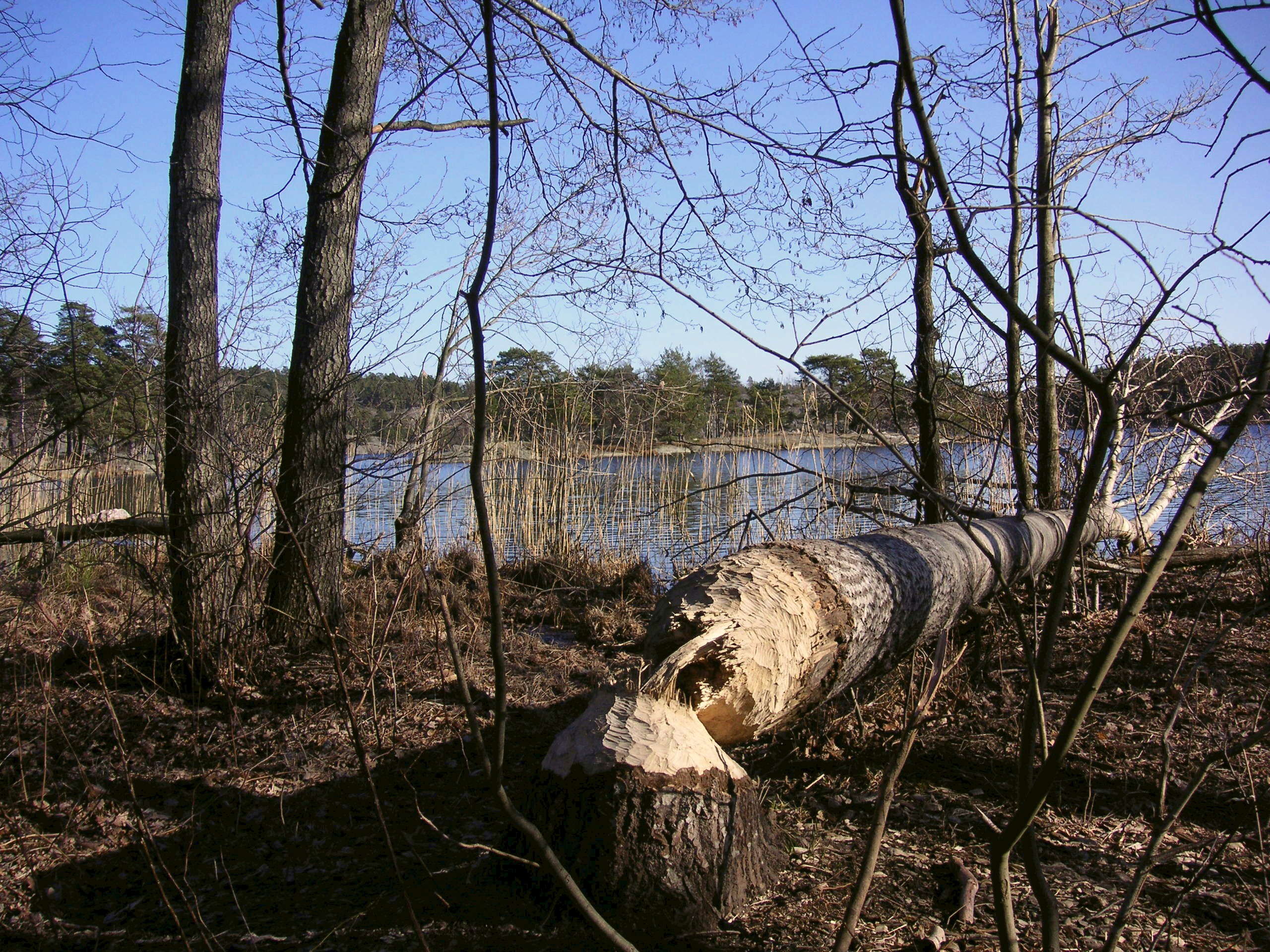
Spår av bäver vid Källtorpssjön i Nackareservatet
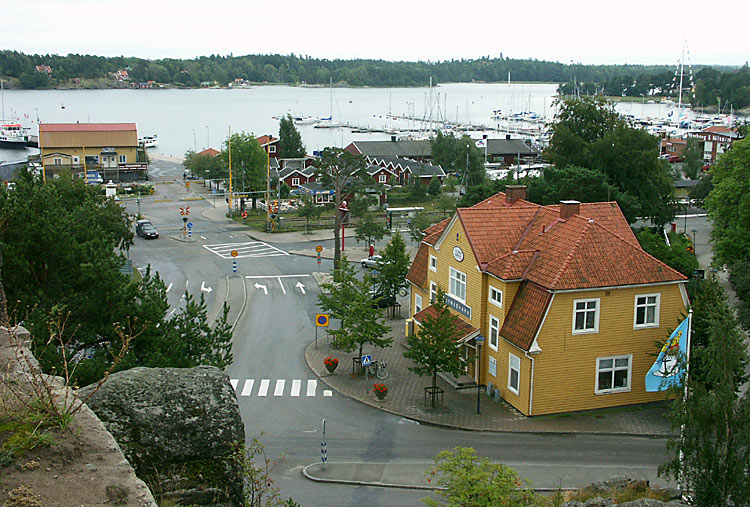
Nynäshamns station och hamn i centrala Nynäshamn
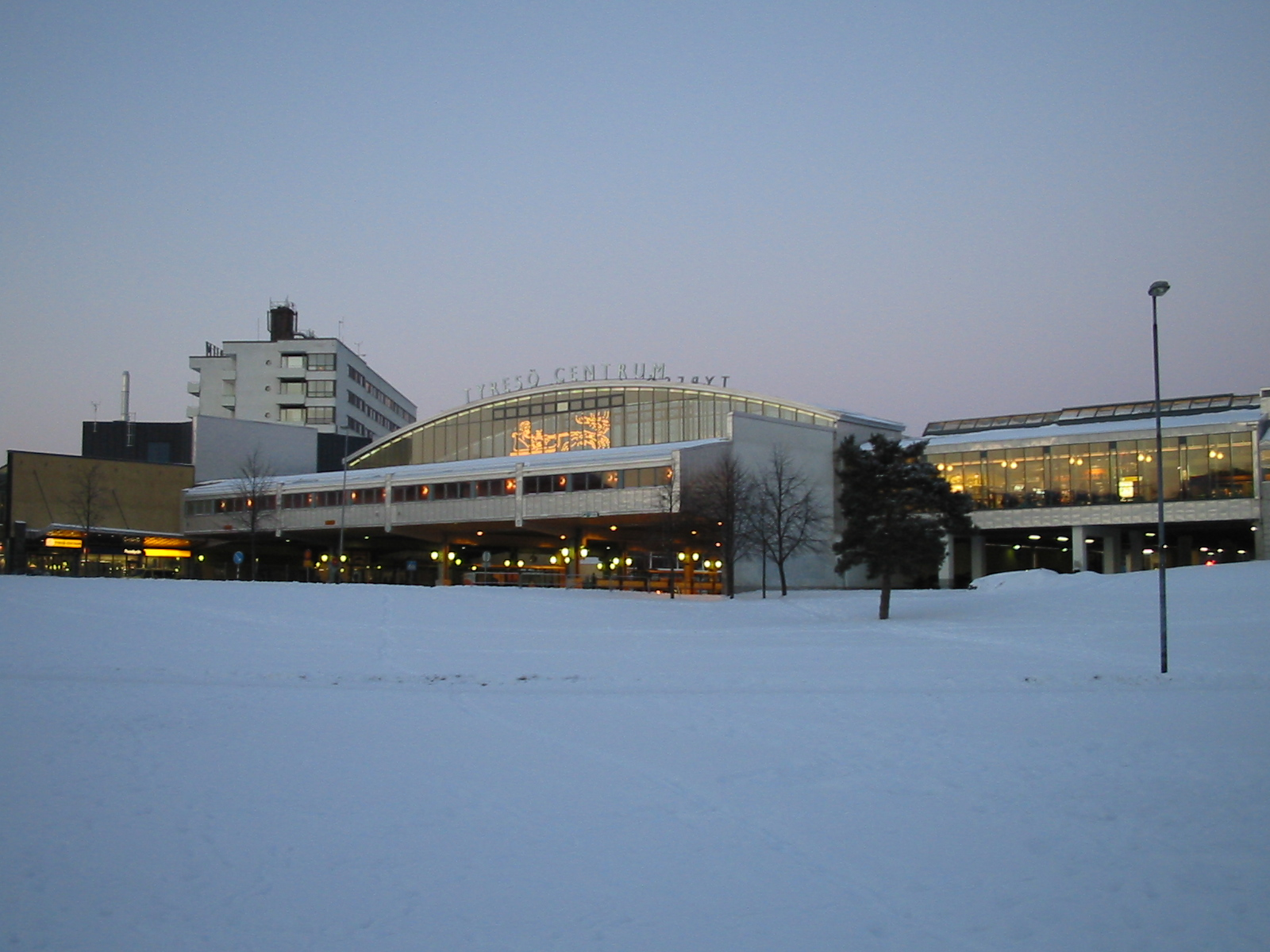
Tyresö, Bollmora